# Финляндия на летних Олимпийских играх 1968
На Летних Олимпийских играх 1968 года Финляндию представляло 66 спортсменов (60 мужчин и 6 женщин), выступивших в 13 видах спорта. Они завоевали 1 золотую, 2 серебряных и 1 бронзовую медали, что вывело финскую сборную на 24-е место в неофициальном командном зачёте.

## Медалисты
| Медаль  | Спортсмен          | Вид спорта            | Дисциплина                  |
| ------- | ------------------ | --------------------- | --------------------------- |
| Золото  | Каарло Кангасниеми | Тяжёлая атлетика      | Мужчины, до 90 кг           |
| Серебро | Йорма Киннунен     | Лёгкая атлетика       | Мужчины, метание копья      |
| Серебро | Олли Лайхо         | Спортивная гимнастика | Мужчины, упражнения на коне |
| Бронза  | Арто Нильссон      | Бокс                  | Мужчины, до 63,5 кг         |

## Результаты соревнований

### Академическая гребля
В следующий раунд из каждого заезда проходили несколько лучших экипажей (в зависимости от дисциплины). В финал A выходили 6 сильнейших экипажей, ещё 6 экипажей, выбывших в полуфинале, распределяли места в малом финале B
Мужчины
| Соревнование | Спортсмены                      | Предварительный заезд | Предварительный заезд | Предварительный заезд | Отборочный заезд | Отборочный заезд | Отборочный заезд | Полуфинал             | Полуфинал             | Полуфинал             | Финал                 | Финал                 | Итоговое место        |                       |
| Соревнование | Спортсмены                      | Заезд                 | Время                 | Место                 | Заезд            | Время            | Место            | Заезд                 | Время                 | Место                 | Время                 | Место                 | Итоговое место        |                       |
| ------------ | ------------------------------- | --------------------- | --------------------- | --------------------- | ---------------- | ---------------- | ---------------- | --------------------- | --------------------- | --------------------- | --------------------- | --------------------- | --------------------- | --------------------- |
| двойки       | Пекка Сильвандер Кауко Хяннинен | 3                     | 7:37,34               | 5                     | 1                | 7:40,50          | 5                | завершили выступление | завершили выступление | завершили выступление | завершили выступление | завершили выступление | завершили выступление | завершили выступление |